# Vandy
Vandy est une commune française, située dans le département des Ardennes en région Grand Est.

## Géographie
| Vouziers | Vouziers | Bairon-et-ses-Environs (Le Chesne) |
| Vouziers | Vandy    | Quatre-Champs                      |
| Vouziers | Vouziers | Ballay                             |

Vandy est construite sur les coteaux de la vallée de l'Aisne. En outre, une branche du canal des Ardennes traverse le territoire communal, à 1 km de son centre.
Le village est situé aux confins de l'Argonne ardennaise, des Crêtes ardennaises et de la Champagne, et à deux pas du massif des Ardennes. Elle se situe à environ 50 km de Charleville-Mézières (préfecture du département), 45 km de Sedan (qui abrite le château fort le plus vaste d'Europe), 60 km de Reims (plus grande ville de Champagne-Ardenne) et autant de Châlons-en-Champagne (préfecture de région). La sous-préfecture, Vouziers, est à 7 km.

### Hydrographie
La commune est dans la région hydrographique « la Seine du confluent de l'Oise (inclus) à l'embouchure » au sein du bassin Seine-Normandie. Elle est drainée par l'Aisne, l'embranchement de Vouziers, la Fausse Rivière, le cours d'eau 01 du Pâquis, le ruisseau des Quatorze, le cours d'eau 03 de la commune de Vandy, un bras de l'Aisne et divers autres petits cours d'eau,.

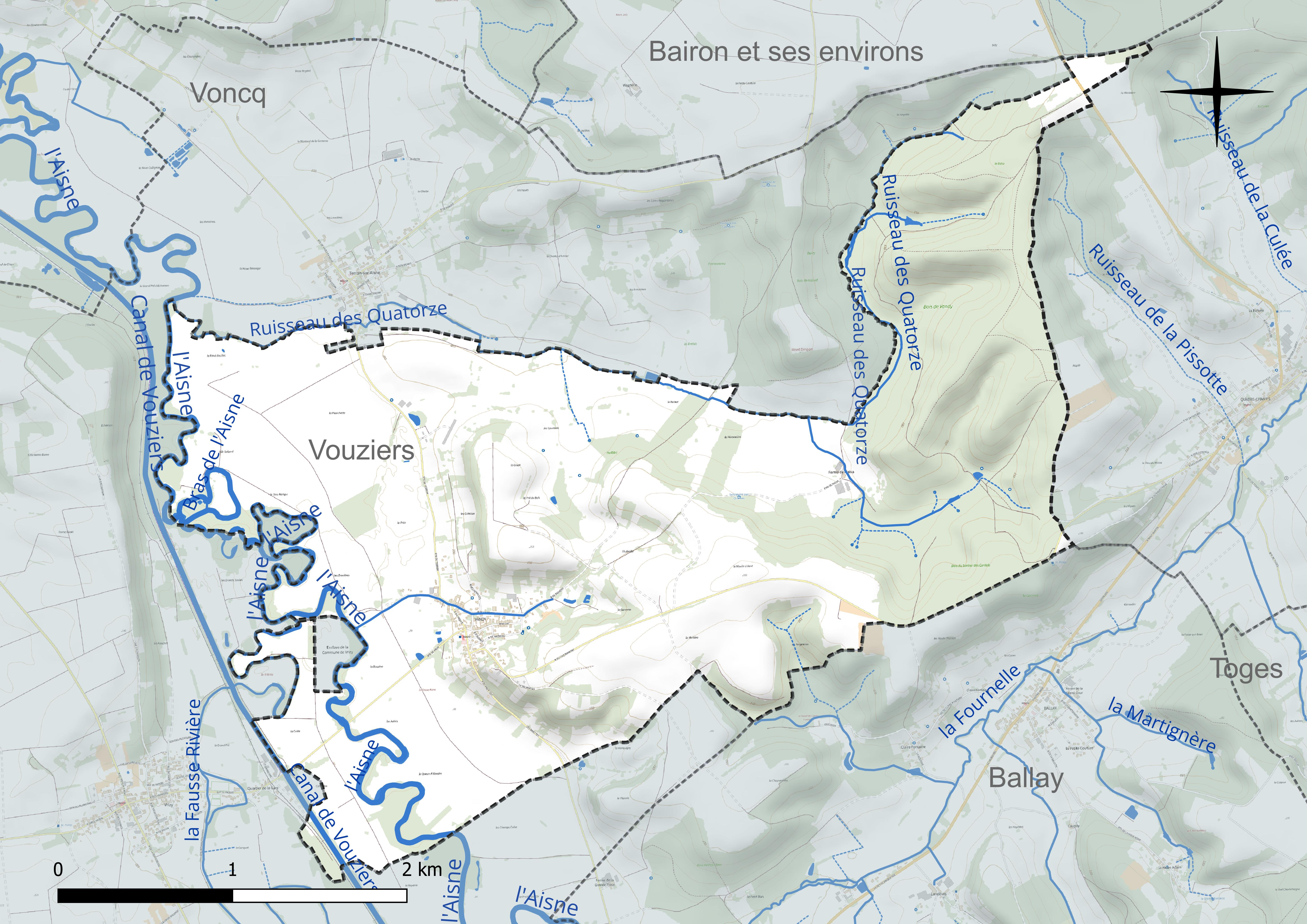
Réseau hydrographique de Vandy.

L'Aisne est un  cours d'eau naturel navigable de 256 km de longueur, traversant les cinq départements Meuse, Marne, Ardennes, Aisne, Oise. Elle est un affluent de rive gauche de l'Oise, ce qui fait d'elle un sous-affluent de la Seine. Elle traverse puis la commune dans sa partie sud-ouest sur une longueur d'environ 4,9 km.
L'embranchement de Vouziers est un canal, chenal navigable de 11.92 km. Il prend sa source dans la commune de Vouziers et se jette dans le canal des Ardennes au niveau de la commune de Rilly-sur-Aisne. 

### Climat
Pour des articles plus généraux, voir Climat du Grand Est et Climat des Ardennes.
En 2010, le climat de la commune est de type climat des marges montargnardes, selon une étude du Centre national de la recherche scientifique s'appuyant sur une série de données couvrant la période 1971-2000. En 2020, Météo-France publie une typologie des climats de la France métropolitaine dans laquelle la commune est exposée à un climat océanique altéré et est dans la région climatique  Nord-est du bassin Parisien, caractérisée par un ensoleillement médiocre, une pluviométrie moyenne régulièrement répartie au cours de l’année et un hiver froid (3 °C). 
Pour la période 1971-2000, la température annuelle moyenne est de 10,2 °C, avec une amplitude thermique annuelle de 16 °C. Le cumul annuel moyen de précipitations est de 853 mm, avec 13 jours de précipitations en janvier et 8,9 jours en juillet. Pour la période 1991-2020, la température moyenne annuelle observée sur la station météorologique de Météo-France la plus proche, « Saulces-Champenoises », sur la commune de Saulces-Champenoises à 15 km à vol d'oiseau, est de 11,0 °C et le cumul annuel moyen de précipitations est de 691,6 mm. 
La température maximale relevée sur cette station est de 41,1 °C, atteinte le 25 juillet 2019 ; la température minimale est de −13,9 °C, atteinte le 7 février 2012,,. 
Les paramètres climatiques de la commune ont été estimés pour le milieu du siècle (2041-2070) selon différents scénarios d'émission de gaz à effet de serre à partir des nouvelles projections climatiques de référence DRIAS-2020. Ils sont consultables sur un site dédié publié par Météo-France en novembre 2022.

## Urbanisme

### Typologie
Au 1er janvier 2024, Vandy est catégorisée commune rurale à habitat dispersé, selon la nouvelle grille communale de densité à 7 niveaux définie par l'Insee en 2022.
Elle est située hors unité urbaine. Par ailleurs la commune fait partie de l'aire d'attraction de Vouziers, dont elle est une commune de la couronne,. Cette aire, qui regroupe 45 communes, est catégorisée dans les aires de moins de 50 000 habitants,.

### Occupation des sols
L'occupation des sols de la commune, telle qu'elle ressort de la base de données européenne d’occupation biophysique des sols Corine Land Cover (CLC), est marquée par l'importance des territoires agricoles (65,5 % en 2018), en diminution par rapport à 1990 (66,4 %). La répartition détaillée en 2018 est la suivante : 
prairies (47,3 %), forêts (32 %), terres arables (12,4 %), cultures permanentes (3,5 %), zones urbanisées (2,4 %), zones agricoles hétérogènes (2,4 %). L'évolution de l’occupation des sols de la commune et de ses infrastructures peut être observée sur les différentes représentations cartographiques du territoire : la carte de Cassini (XVIIIe siècle), la carte d'état-major (1820-1866) et les cartes ou photos aériennes de l'IGN pour la période actuelle (1950 à aujourd'hui).

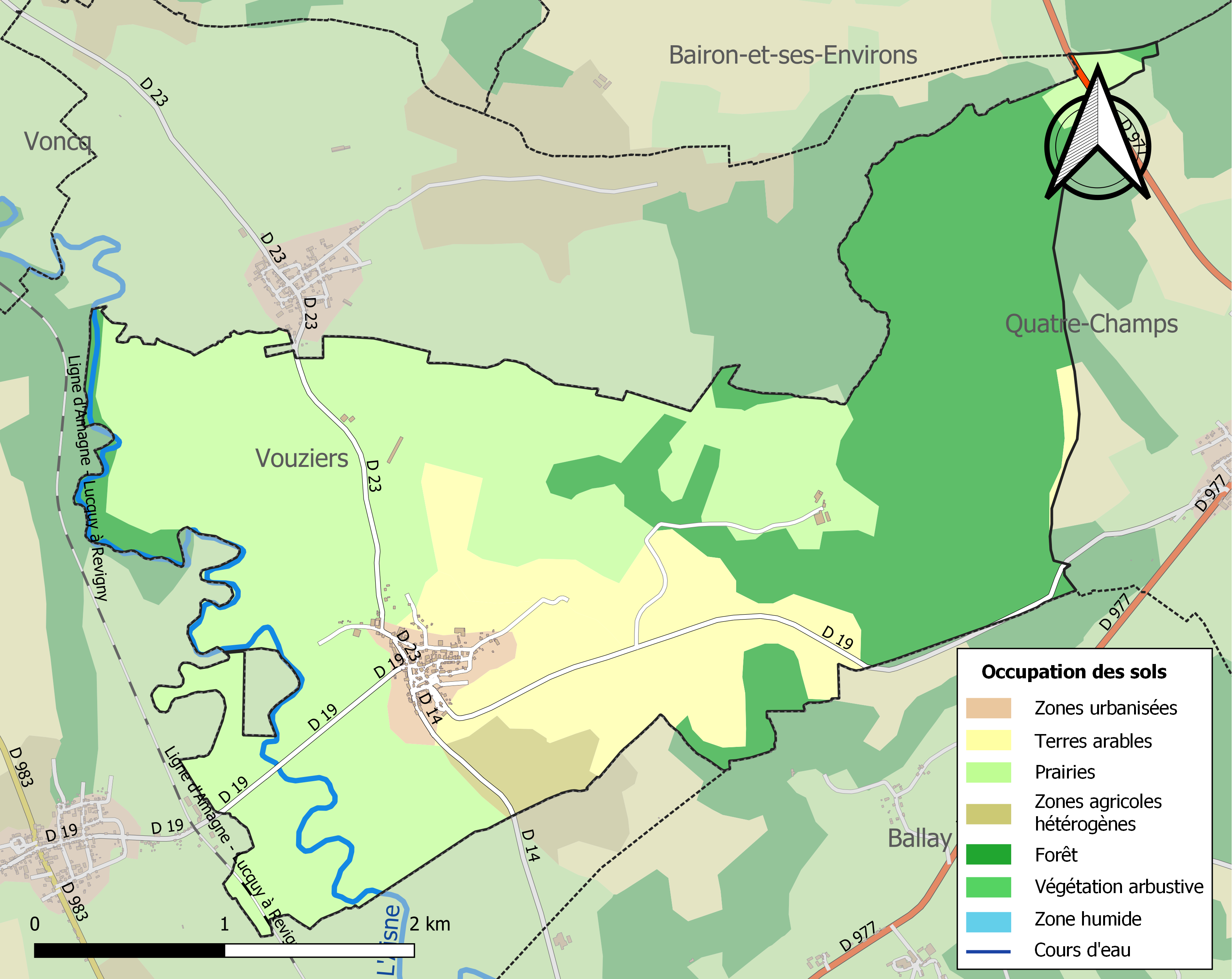
Carte des infrastructures et de l'occupation des sols de la commune en 2018 (CLC).

## Toponymie
Le nom de la localité est attesté sous la forme Vandi vers 1750. 
Vandy veut dire « bourg ». 

## Histoire
- Des découvertes sur les hauteurs de Vandy prouvent que la région est habitée dès l'époque néolithique.
- Le site s'est développé à la période gallo-romaine, entre Voncq (ancienne voie romaine) et Chestres (camp romain).
- La seigneurie de Vandy appartient pendant six siècles à des familles chevaleresques de Vandy, Vouziers, d'Aspremont. Au XVIIIe siècle elle est vendue aux Le Riche et aux seigneurs de Laubrelle.
- Le château de Laubrelle fut ensuite détruit sous la Révolution française.
- Vandy est chef-lieu de canton de 1790 à 1800.
- Après Waterloo, Vandy est occupée par les Russes pendant trois ans.
- Durant la Première Guerre mondiale, Vandy fut détruite à 90 %, le village est délivré en 1918 grâce à l'appui des volontaires tchécoslovaques. Dans le village, plusieurs hommages leur sont conservés, par exemple l'inscription sur le monument aux morts À la généreuse Légion Tchécoslovaque décimée en combattant glorieusement avec les régiments français, 1918 ou encore la rue des Volontaires-Tchécoslovaques. Dans la mairie, est exposée la Croix de guerre tchécoslovaque, que l'on retrouve également gravée sur le fronton de la mairie.

## Politique et administration
| Période                                  | Période                   | Identité          | Étiquette | Qualité |
| ---------------------------------------- | ------------------------- | ----------------- | --------- | ------- |
| mars 2008                                | En cours                  | M. Michel Adin    |           |         |
| mars 1995                                | novembre 2007 (démission) | Mme Carmen Locard |           |         |
| mars 1983                                | mars 1995                 | M. Alfred Darcq   |           |         |
| mars 1971                                | mars 1983                 | M. Julien Pierre  |           |         |
| ?                                        | mai 2020                  | Michel Adin       |           |         |
| mai 2020                                 | En cours                  | Bruno Dauphy      |           |         |
| Les données manquantes sont à compléter. |                           |                   |           |         |

## Démographie
L'évolution du nombre d'habitants est connue à travers les recensements de la population effectués dans la commune depuis 1793. Pour les communes de moins de 10 000 habitants, une enquête de recensement portant sur toute la population est réalisée tous les cinq ans, les populations de référence des années intermédiaires étant quant à elles estimées par interpolation ou extrapolation. Pour la commune, le premier recensement exhaustif entrant dans le cadre du nouveau dispositif a été réalisé en 2004.

En 2022, la commune comptait 200 habitants, en évolution de −3,38 % par rapport à 2016 (Ardennes : −2,97 %, France hors Mayotte : +2,11 %).
| 1793 | 1800 | 1806 | 1821 | 1831 | 1836 | 1841 | 1846 | 1851 |
| ---- | ---- | ---- | ---- | ---- | ---- | ---- | ---- | ---- |
| 802  | 795  | 850  | 892  | 862  | 850  | 807  | 783  | 748  |

| 1866 | 1872 | 1876 | 1881 | 1886 | 1891 | 1896 | 1901 | 1906 |
| ---- | ---- | ---- | ---- | ---- | ---- | ---- | ---- | ---- |
| 636  | 623  | 634  | 608  | 584  | 540  | 516  | 504  | 488  |

| 1911 | 1921 | 1926 | 1931 | 1936 | 1946 | 1954 | 1962 | 1968 |
| ---- | ---- | ---- | ---- | ---- | ---- | ---- | ---- | ---- |
| 475  | 389  | 383  | 334  | 310  | 273  | 259  | 250  | 228  |

| 1975 | 1982 | 1990 | 1999 | 2004 | 2006 | 2009 | 2014 | 2019 |
| ---- | ---- | ---- | ---- | ---- | ---- | ---- | ---- | ---- |
| 227  | 230  | 228  | 212  | 188  | 179  | 174  | 201  | 206  |

| 2022 | - | - | - | - | - | - | - | - |
| ---- | - | - | - | - | - | - | - | - |
| 200  | - | - | - | - | - | - | - | - |

## Lieux et monuments
- Église Saint-Rémi. D'origine romane, elle a connu d'importantes dégradations durant les Première et Deuxième Guerres mondiales. Restaurée par l'architecte parisien René Guignard une première fois en 1923-24, puis, après les bombardements et l'incendie de mai-juin 1940, de 1948 à 1958 ; Guignard s'est associé à Marc Sibertin-Blanc, architecte et peintre émailleur établi à Sceaux ; avec une utilisation habile du béton pour le gros œuvre et le mobilier ; elle présente une fresque monumentale du Bordelais Lucien Jeay (1911-1997) dans son chœur : évangélistes et anges autour d'un Christ Pantocrator. Des statues en bois de la Vierge et de St-Rémy viennent de l'atelier Gruer dans la Sarthe (1952), ainsi que les 14 panneaux en biscuit de terre du chemin de croix. Le peintre-verrier parisien François Bertrand et l'atelier Bigear Ghiglione (Paris XIVe) ont posé en 1952 une série de vitraux : rosace, cinq verrières à personnages (Vierge et Joseph, baptême de Clovis, St-Vincent de Paul, St-Eloi) quatre verrières géométriques.

## Personnalités liées à la commune
- Jean Marcel Arsène Oudin (1907-1975) militaire français qui s'est illustré en Norvège au début de la Seconde Guerre mondiale.

## Héraldique
| Blason de Vandy | Blason  | Parti : au 1er de sinople à la tour d'argent ouverte, ajourée et maçonnée de sable, girouettée d'or, au 2e d'argent au cep de vigne de sinople, fruité de deux pièces de gueules, le tout posé sur une champagne de gueules chargée de cinq épis de blé d'or, celui du milieu posé en pal, feuillé de deux pièces du même et brochant sur la partition, les quatre autres passés en double sautoir, les deux épis de dextre rangés en barre et les deux de senestre rangés en bande. |
| Blason de Vandy | Détails | Le statut officiel du blason reste à déterminer. |